# Viktor Bankin
Viktor Bankin (en ucraniano: Віктор Банкін; Kiev, URSS, 24 de agosto de 1990) es un deportista ucraniano que compite en tiro, en la modalidad de pistola.
Ganó una medalla de bronce en el Campeonato Mundial de Tiro de 2022 y tres medallas de bronce en el Campeonato Europeo de Tiro entre los años 2019 y 2025.

## Palmarés internacional
| Campeonato Mundial | Campeonato Mundial    | Campeonato Mundial | Campeonato Mundial |
| Año                | Lugar                 | Medalla            | Prueba             |
| ------------------ | --------------------- | ------------------ | ------------------ |
| 2022               | El Cairo (Egipto)     | Medalla de bronce  | Pistola 50 m       |
| Campeonato Europeo |                       |                    |                    |
| Año                | Lugar                 | Medalla            | Prueba             |
| 2019               | Lonato (Italia)       | Medalla de bronce  | Pistola 50 m       |
| 2021               | Osijek (Croacia)      | Medalla de bronce  | Pistola 50 m       |
| 2025               | Châteauroux (Francia) | Medalla de bronce  | Pistola 50 m       |